# Bzenec přívoz
Bzenec přívoz je železniční stanice, která se nachází u osady Bzenec-Přívoz v okrese Hodonín. Stanice leží v km 119,522 dvoukolejné železniční trati Přerov–Břeclav mezi stanicemi Moravský Písek a Rohatec.

## Historie
Původní zastávka byla v letech 1907 až 1909 přestavěna na stanici, jejíž provoz byl zahájen 15. prosince 1909. Důvodem pro zřízení stanice byla potřeba zvýšení propustnosti trati. Ze stanice, která měla čtyři dopravní koleje, odbočovala od roku 1910 vlečka velkostatku Bzenec o délce 345 m, z ní ještě odbočovala kolej pro nakládku písku. Název stanice byl do roku 1918 německý Liderschowitz, poté český Lideřovice, v roce 1925 byl upraven na Lidéřovice. Název byl zvolen podle vesnice Lidéřovice, vzdálené od stanice 6-7 km. Na podzim 1931 byla provedena oprava kolejiště stanice, v rámci které byly mj. vyrovnány vjezdové oblouky, což umožnilo zvýšit traťovou rychlost. Od 1. října 1933 byly stanice degradována na zastávku a nákladiště, ale v červnu 1939 byla opět povýšena na stanici. V témže roce byl název změněn na dvojjazyčný Liderschowitz / Lidéřovice, po skončení německé okupace se vrátil k jednoslovnému Lidéřovice.
V závěru 2. světové války byla stanice poškozena, práce na její obnově byly zahájeny 24. dubna 1945. První zkušební vlak se ve stanici objevil 1. května 1945, ale jel jen z Hodonína po most nad Vlárskou dráhou, který byl zničen. Jednokolejný provoz přes tento most až do sousední stanice Moravský Písek byl zahájen 4. června 1945, jednokolejně se jezdilo i na opačnou stranu do Rohatce, kam byl dvoukolejný provoz obnoven až 2. května 1946.
K další změně názvu došlo v roce 1952, a to na Strážnice přívoz, v roce 1967 se stanice přejmenovala na Bzenec přívoz.
Od září 1997 do prosince 1999 probíhala modernizace traťového úseku Rohatec - Moravský Písek, která zahrnovala i přestavbu stanice Bzenec přívoz.

## Popis stanice

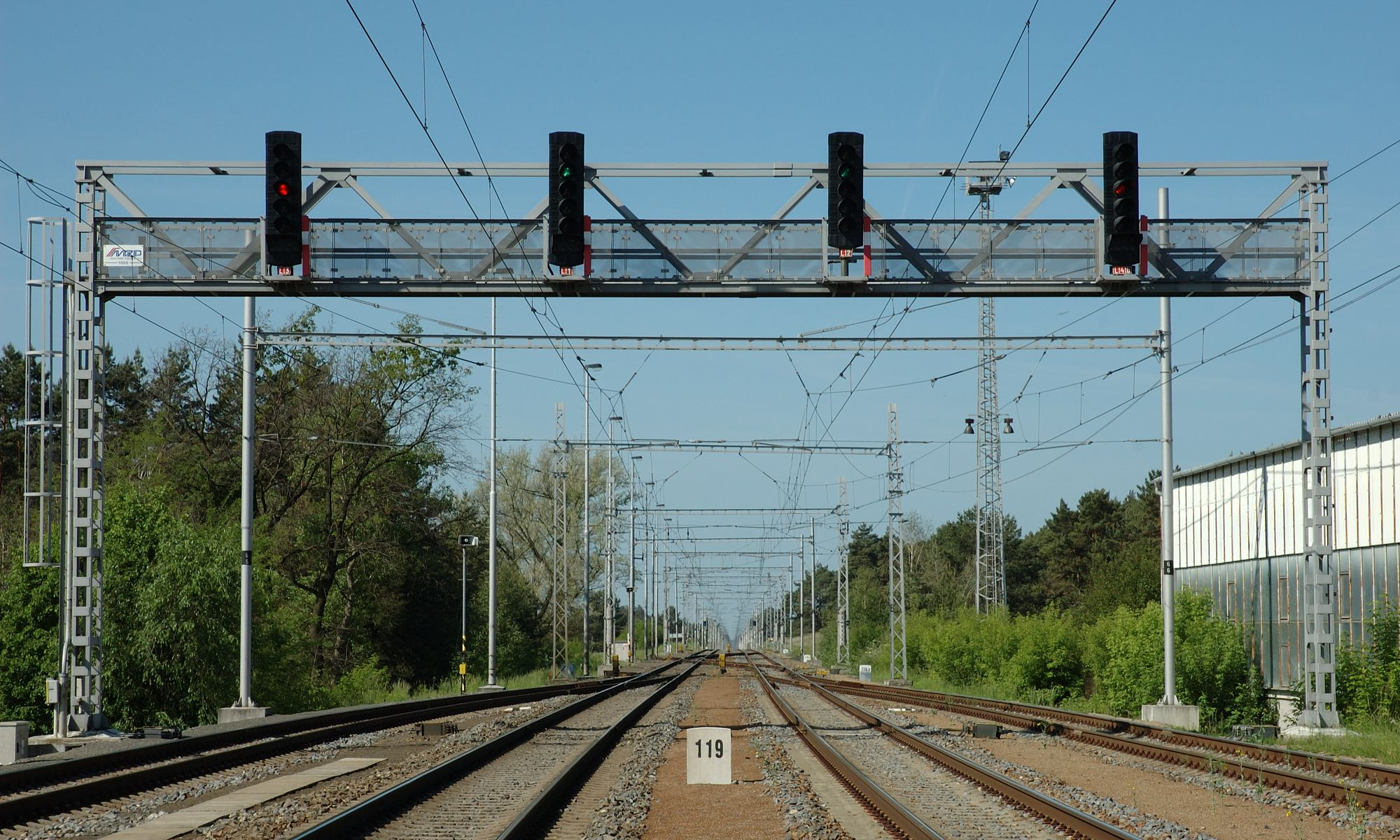
Odjezdová návěstidla směr Rohatec

Stanice je vybavena elektronickým stavědlem ESA 11, které je dálkově ovládáno z CDP Přerov, případně z pracoviště pohotovostního výpravčího v Břeclavi, možné je též místní ovládání z dopravní kanceláře ve výpravní budově z pracoviště JOP. Ve stanici je celkem šest dopravních kolejí, přímo u budovy je kolej č. 3, následují koleje č. 1, 2, 4, 6 a 8. Z výtažné koleje 3a odbočuje na moravskopíseckém zhlaví vlečka KM Beta, na témže zhlaví pak z koleje č. 8 odbočuje vlečka SMS – KM Beta. Na rohateckém zhlaví se do koleje č. 8 napojuje kolejiště opravny trakčního vedení.
Přímo u budovy se nachází u koleje č. 3 vnější jednostranné 1. nástupiště o délce 170 m, výška nástupní hrany nad temenem kolejnice je 200 mm. Následuje vnitřní nástupiště č. 2 u koleje č. 1 o délce 190 m a výšce 200 mm. U koleje č. 2 nástupiště není, následuje nástupiště č. 3 u koleje č. 4 o délce 170 m a výšce 250 mm. Pro příchod na 2. a 3. nástupiště je po úrovňovém přechodu od výpravní budovy.
Stanice je kryta z dvoukolejných návazných traťových úseků vjezdovými návěstidly 1L a 2L (od Moravského Písku) v km 120,750, z opačného směru pak 1S a 2S v km 118,270.
Jízdy vlaků v návazných traťových úsecích do Moravského Písku a Rohatce jsou v obou kolejích zabezpečeny obousměrným trojznakým automatickým blokem ABE-1 s kolejovými obvody.